# Never a Dull Moment
Never a Dull Moment är ett musikalbum av Rod Stewart, släppt 1972. Albumet följde upp genombrottet med Every Picture Tells a Story. Den här skivan är kanske den Rod Stewart gjort som drar mest åt hårdrockshållet. Liksom på den föregående skivan medverkar flera av medlemmarna i gruppen The Faces, men låten "True Blue" är den enda där alla medverkar samtidigt. Albumet utgavs ursprungligen i ett fodral liknande en blädderbok, bland annat innehållandes bilder på Rod Stewart under en konsert.
Albumet toppade den brittiska albumlistan och blev tvåa i USA. "You Wear It Well" blev den framgångsrikaste singeln, även "Angel" och "Twistin' the Night Away" nådde vissa framgångar. Många samtida kritiker ansåg skivan vara en värdig uppföljare till Every Picture Tells a Story, även om de också ansåg att den inte riktigt nådde upp till låtmaterialet på den skivan.

## Låtlista
1. "True Blue" (Rod Stewart/Ron Wood) - 3:35
2. "Lost Paraguayos" (Rod Stewart/Ron Wood) - 3:59
3. "Mama, You Been on My Mind" (Bob Dylan) - 4:29
4. "Italian Girls" (Rod Stewart/Ron Wood) - 4:57
5. "Angel" (Jimi Hendrix) - 4:06
6. "Interludings" (A. Wood) - 0:40
7. "You Wear It Well" (Martin Quittenton/Rod Stewart) - 4:26
8. "I'd Rather Go Blind" (Bill Foster/Ellington Jordan) - 3:53
9. "Twistin' the Night Away" (Sam Cooke) - 3:13

## Listplaceringar
| Lista (1972)   | Position            |
| -------------- | ------------------- |
| Australien     | 1 (Go Set)          |
| Finland        | 8                   |
| Japan          | 56 (Oricon)         |
| Kanada         | 1 (RPM)             |
| Nederländerna  | 2                   |
| Norge          | 8 (VG-lista)        |
| Storbritannien | 1 (UK Albums Chart) |
| Sverige        | 6 (Kvällstoppen)    |
| USA            | 2 (Billboard 200)   |
| Västtyskland   | 37                  |